# Kabinett

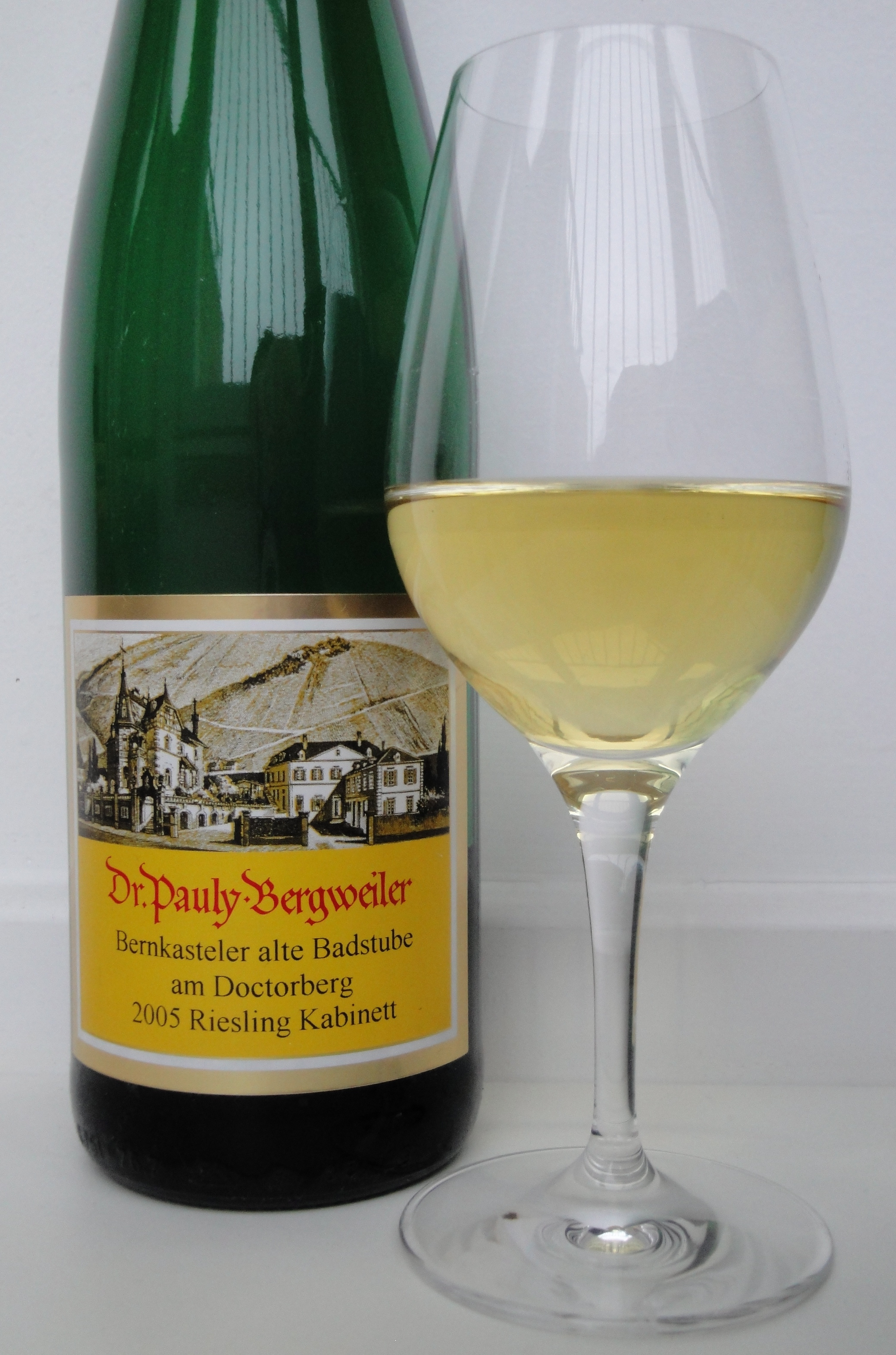
Kabinett znad Mozeli

Kabinett – najniższy wyróżnik wśród niemieckich win kategorii QmP – Qualitätswein mit Prädikat (wino wysokojakościowe z predykatem). Kategorię reguluje niemieckie prawo winiarskie.
Określenie było początkowo stosowane analogicznie do współczesnego określenia reserva i nawiązuje do niemieckiego określenia „Cabinet-Keller”, oznaczającego podziemne pomieszczenie na wartościowe przedmioty.
Pośród win QmP wina Kabinett należą do najmniej słodkich. Początkowy poziom cukru odpowiada potencjalnej mocy od 8,6 do 11,4% alkoholu.
W trakcie produkcji wina Kabinett, podobnie jak innych win z predykatem, nie wolno dodawać cukru (tzw. szaptalizacja). Większość winogron jest przerabianych na dość lekkie wino wytrawne. Wino nadaje się do leżakowania przez 2–5 lat (do 10 lat w niektórych przypadkach).